# Нека бије, нека бије (игра)
,,Нека бије,нека бије“ је дечија игра са лоптом која се поставља у центар нацртаног круга.

## Правила игре
На терену се нацрта круг у ком је лопта. Сва деца су испружених руку нагнута ка лопти. Судија са стране изговара: ,,Нека бије,нека бије...страшни...“ и узговара име неког играча.Дете чије је име изговорено, брзо хвата лопту и гађа остале, који беже на све стране. Погођени играч испада из игре . Судија може да каже и ово: ,,Нека бије,нека бије лопта на месту није“. Ако тада неко у брзини ухвати лопту, испада из игре. Напетост игре достиже врхунац кад играчи очекују шта ће судија рећи, а овај има право да отеже или наговести само једно слово.Брзи играчи морају тада да се мало смире. 
На крају игре кад остане последњи играч, он постаје судија и нова игра започиње са свим учесницима. 